# Eselborn
Eselborn (luxembourgeois : Eeselbur) est une section de la commune luxembourgeoise de Clervaux située dans le canton de Clervaux.